# Сімферопольське водосховище

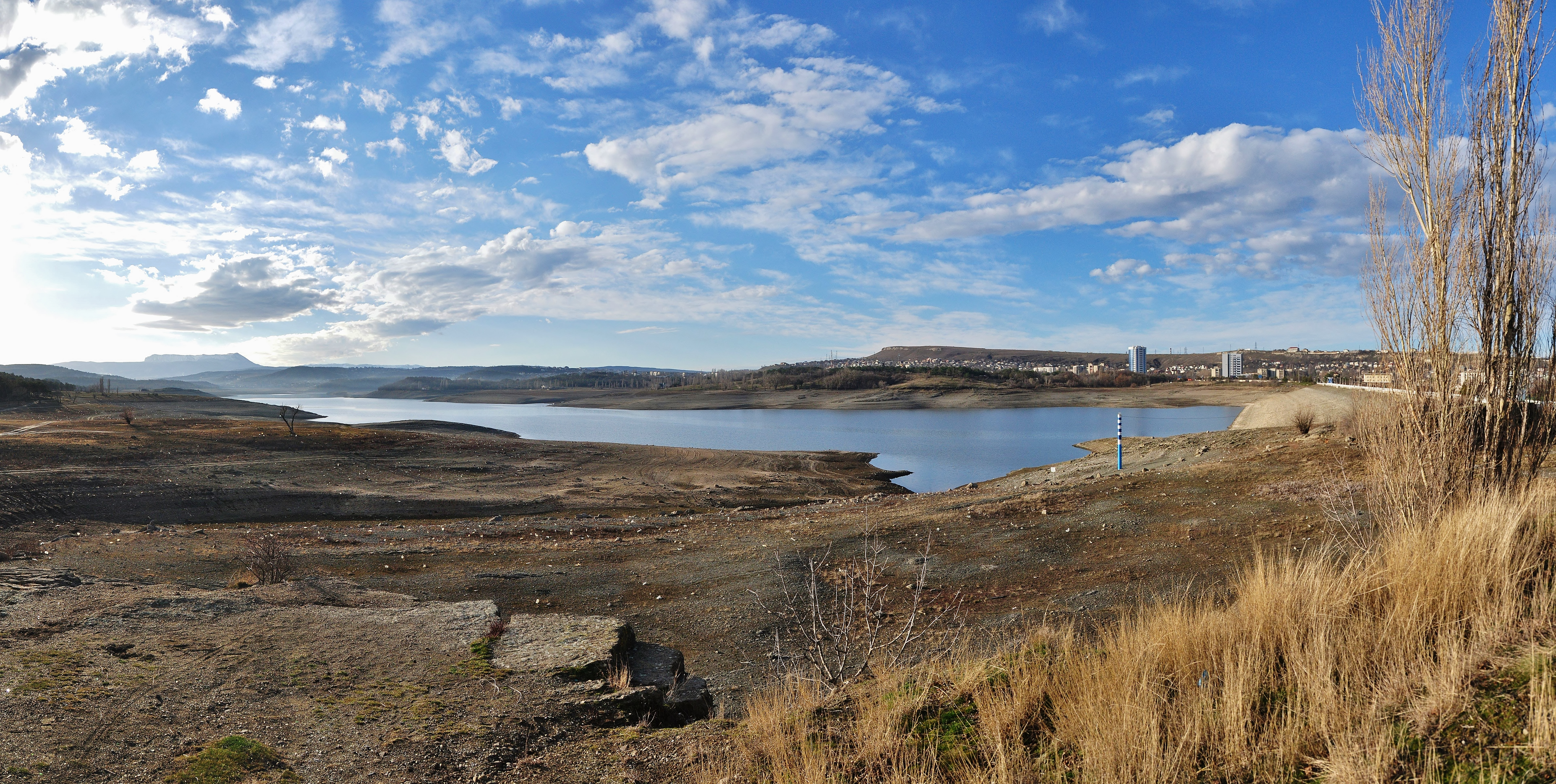
Критично низький рівень наповнення водосховища в лютому 2013 року

Сімферопольське водосховище (крим. Aqmescit suv anbarı) — водосховище на річці Салгир. Утворено в 1954.
- Довжина — 7 км,
- Ширина — до 1,5 км,
- Найбільша глибина — 38 м
- Середня — 11 м,
- Об'єм 36 млн м³

Використовується для меліорації та водопостачання міста Сімферополь.
Риба: щука звичайна, окунь звичайний, судак звичайний, верховодка звичайна, плотва, карась, короп, лящ, чехоня, головень, плоскирка, бички.
Сімферопольське водосховище є джерелом питної води для міста Сімферополя. Однак у деякі роки наповненість водосховища становить до 50 %, що загрожує нормальному водопостачанню міста.